# SLR Kielce Targowa
SLR Kielce Targowa (Stacja Linii Radiowych Targowa) – wieżowiec o wysokości 88 metrów zlokalizowany w Centrum Kielc przy ulicy Targowej 18.
Właścicielem obiektu jest EmiTel Sp. z.o.o.

## Parametry obiektu
- Wysokość posadowienia podpory anteny: 266 m n.p.m.
- Wysokość zawieszenia systemów antenowych: Radio 89, TV 87 m.n.p.t.

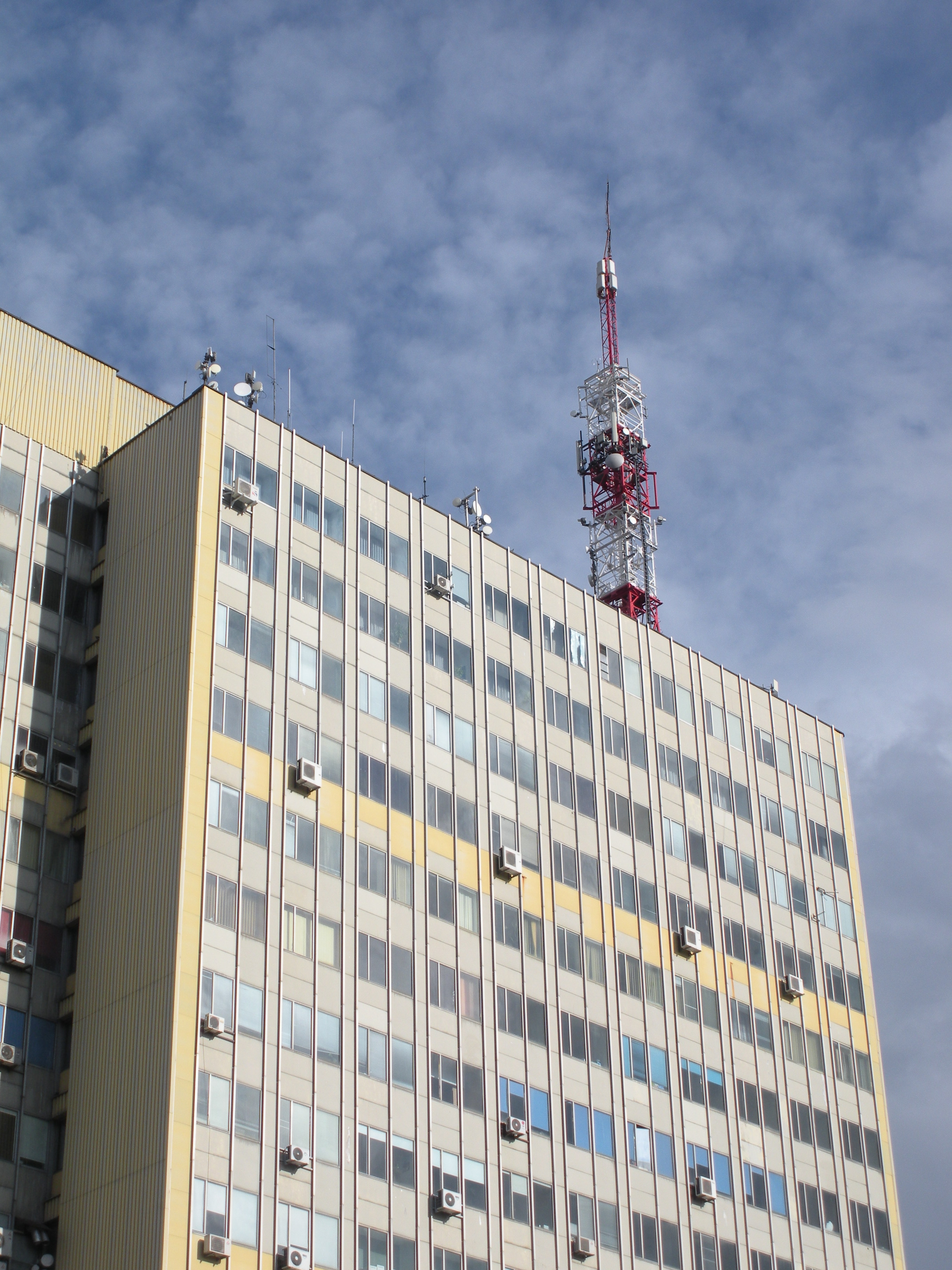
Biurowiec przy ulicy Targowej w Kielcach

## Transmitowane programy

### Programy radiowe
| Lp. | Program              | Właściciel                            | Częstotliwość | Moc nadajnika | Polaryzacja | Charakterystyka anteny |
| --- | -------------------- | ------------------------------------- | ------------- | ------------- | ----------- | ---------------------- |
| 1   | Polskie Radio Kielce | Polskie Radio S.A. oddział w Kielcach | 90,4 MHz      | 0,25 kW       | Pionowa     | Dookólna               |
| 2   | Eska2                | Grupa Radiowa Time                    | 104,6 MHz     | 0,1 kW        | Pionowa     | Dookólna               |

### Programy radiowe – cyfrowe
| Skład Multipleksu | Częstotliwość | Kanał | Moc Nadajnika | Polaryzacja | Charakterystyka Anteny | Kompresja      |
| --- | ------------- | ----- | ------------- | ----------- | ---------------------- | -------------- |
| DAB+ - Polskie Radio Program I - Polskie Radio Program II - Polskie Radio Program III - Czwórka - Polskie Radio Dzieciom - Radio Poland - Polskie Radio Chopin - Program IV Polskie Radio 24 - Radio Kielce - Folk Radio | 215,072 MHz   | 10D   | 1,2 kW        | pionowa     | kierunkowa             | AAC/AAC+/AAC++ |

## Nienadawane analogowe programy telewizyjne
Programy telewizji analogowej zostały wyłączone 17 czerwca 2013 roku.
| LP | Program             | Właściciel            | Częstotliwość | Kanał | Moc nadajnika |
| -- | ------------------- | --------------------- | ------------- | ----- | ------------- |
| 1  | TVN                 | TVN S.A.              | 495,25 MHz    | 24    | 5 kW          |
| 2  | TVP Info/TVP Kielce | Telewizja Polska S.A. | 623,25 MHz    | 40    | 1 kW          |